# Dom kultury (album)
Dom kultury – piąty album studyjny białoruskiego zespołu rockowego N.R.M., wydany 24 grudnia 2002 roku. Na płycie znalazło się dwanaście premierowych utworów przedzielonych fragmentami humorystycznej sztuki Dom kultury, a także bonus w postaci filmu o zespole. Została również wydana skrócona wersja albumu bez słownych przerywników i multimedialnych dodatków.

## Lista utworów
Muzyka i teksty wszystkich utworów autorstwa zespołu.
| Nr  | Tytuł utworu                 | Długość |
| --- | ---------------------------- | ------- |
| 1.  | „Pjesa 1”                    | 0:42    |
| 2.  | „Biełaruskija darohi”        | 5:26    |
| 3.  | „Pjesa 2”                    | 0:29    |
| 4.  | „O-o, heta ŭsio”             | 2:50    |
| 5.  | „Pjesa 3”                    | 0:41    |
| 6.  | „Vajna!”                     | 4:32    |
| 7.  | „Pjesa 4”                    | 0:48    |
| 8.  | „Sakret suśvietnaha śviatła” | 4:50    |
| 9.  | „Pjesa 5”                    | 0:34    |
| 10. | „Prastora”                   | 3:32    |
| 11. | „Pjesa 6”                    | 0:25    |
| 12. | „Lohkija-lohkija”            | 5:08    |
| 13. | „Pjesa 7”                    | 0:27    |
| 14. | „Chavajsia ŭ bulbu”          | 5:06    |
| 15. | „Pjesa 8”                    | 0:28    |
| 16. | „Jura, jołki-pałki, Kola!”   | 3:11    |
| 17. | „Pjesa 9”                    | 0:39    |
| 18. | „FM”                         | 3:55    |
| 19. | „Pjesa 10”                   | 0:40    |
| 20. | „Try čarapachi – 2”          | 2:30    |
| 21. | „Pjesa 11”                   | 0:22    |
| 22. | „Majo pakaleńnie”            | 4:10    |
| 23. | „Pjesa 12”                   | 0:57    |
| 24. | „Fabryka”                    | 5:23    |
|     |                              | 57:45   |

## SztukaDom kultury
Przed każdą piosenką na płycie zamieszczony jest krótki fragment humorystycznego słuchowiska pt. Dom kultury, którego fabuła inspirowana była problemami zespołu z organizacją występów na Białorusi.

### Postacie
- Felicja Francowna – dyrektorka domu kultury w fikcyjnej miejscowości Jocewicze (biał. Ёцавічы), kobieta w średnim wieku, mówiąca trasianką
- Iwan Adolfowicz – pijany elektryk, mówiący trasianką
- Kierowniczka kółka dramatycznego i sekcji muzycznej – młoda kobieta, mówiąca czystym językiem białoruskim
- Alicja Fiodorowna – księgowa domu kultury, mówiąca trasianką
- członkowie i menedżer zespołu N.R.M., mówiący czystym językiem białoruskim
- Chasiabiakin – inspektor drogówki, mówiący trasianką

### Fabuła
Grupa N.R.M. wybiera się do miejscowości Jocewicze, aby dać koncert w tamtejszym domu kultury. Tymczasem jego dyrektorka Felicja Francowna jeszcze przed przybyciem muzyków zastanawia się, jak się ich pozbyć. Zespół, o którego twórczości nigdy wcześniej nie słyszała, wydaje się jej podejrzany z racji śpiewania w języku białoruskim, obawia się ona też, że miejscowa młodzież zdemoluje dom kultury. Po tym, jak kierowniczka sekcji muzycznej puszcza jej kasetę z muzyką grupy, dyrektorka staje się zdeterminowana, by nie dopuścić do występu, i za radą elektryka postanawia odwołać koncert z przyczyn technicznych. Jednak gdy dowiaduje się, ile pieniędzy zespół oferuje za wynajęcie sali, zmienia zdanie.
Tymczasem na miejsce dociera N.R.M. Na żądanie Felicji Francowny muzycy obiecują, że będą grali cicho, jednakże w trakcie występu nie tylko nie dotrzymują słowa, ale i domagają się od niej piwa. Wzburzona dyrektorka nakazuje elektrykowi przerwać koncert, ale po chwili zmienia decyzję, przestraszywszy się reakcji tłumu słuchaczy. Po zakończeniu występu Felicja Francowna przyznaje, że muzyka N.R.M. nawet jej się spodobała, ale teraz obawia się, że straci pracę z powodu dopuszczenia do odbycia się koncertu.

## Twórcy

### Muzycy
- Lawon Wolski – gitara, wokal
- Pit Paułau – gitara, wokal
- Juraś Laukou – gitara basowa, chórki
- Aleh Dziemidowicz – perkusja, chórki

### Pozostali
- Hienadź Syrakwasz – realizacja nagrań
- Michał Aniempadystau, Alena Daszkiewicz – projekt okładki
- Ihar Bykouski – poligrafia